# Diadromus japonicus
Diadromus japonicus är en stekelart som först beskrevs av William Harris Ashmead 1906.  Diadromus japonicus ingår i släktet Diadromus och familjen brokparasitsteklar. Inga underarter finns listade i Catalogue of Life.